# Vyhlídková věž Jezerní slať u Kvildy
Vyhlídková věž Jezerní slať u Kvildy je dvoupatrová dřevěná vyhlídka vysoká asi 8 metrů. Byla postavena v roce 1997. Nahradila podobnou vyhlídkovou stavbu, která zde byla postavena v roce 1974. Nadmořská výška u paty vyhlídky je 1060 metrů.

## Historie a technická data
Vyhlídková věž je krytá dvoupatrová dřevěná vyhlídka vysoká asi 8 metrů. Byla postavena v roce 1997. Vyhlídkový ochoz je ve výšce 6 metrů. Jezerní slať leží přibližně 2,5 km severním směrem od obce Kvilda. Stavbu podle požadavku Správy národního parku Šumava provedl vimperský závod Lesostavby Třeboň a.s. V roce 1997 byla otevřena pro veřejnost.

## Výhled
Z horního patra vyhlídkové věže lze přehlédnout celou přírodní rezervaci o rozloze 120 ha a protilehlé zalesněné pásmo s vrchem Sokol (Antýgl), východním směrem omezuje výhled vzrostlý les. Další prohlídka slatě je přístupná po dřevěném chodníčku.